# Microstylum capucinum
Microstylum capucinum là một loài ruồi trong họ Asilidae. Microstylum capucinum được Bigot miêu tả năm 1879. Loài này phân bố ở vùng nhiệt đới châu Phi.